# تاریخچه باشگاه فوتبال بایرن مونیخ
باشگاه فوتبال بایرن مونیخ
باشگاه بایرن مونیخ در سال ۱۹۰۰ (۷ فوریه)در مونیخ پایتخت ایالت باواریا تاسیس شد.  یک گروه متشکل از 11 بازیکن جوان فوتبال که از باشگاه های خود جدا شده بودند،  در کافه گیزلا واقع در منطقه شوابنگ شهر مونیخ جمع شدند و با رهبری فرانتس جان باشگاه بایرن مونیخ را تاسیس کردند و فرانتس جان اولین رئیس باشگاه بایرن شد.
این باشگاه از داخل یک کافه کوچک پدید آمد و در حال حاضر یکی از بزرگترین و پرافتخار ترین باشگاه های ورزشی در جهان است. بایرن تا کنون بیش از 270 هزار عضو رسمی و بیش از 4 هزار کانون هواداری در سراسر جهان دارد که به حمایت از این تیم می پردازند.
در مدت چند ماه موفق شد که در برابر تمام رقبای محلی پیروزی به دست بیاورد و به نیمه نهایی رقابتهای قهرمانی جنوب آلمان راه پیدا کند در سال 1907 شیرازه یک تیم واقعی شكل گرفت و بایرن مونیخ به زمین اختصاصی خود در مونیخ و در خیابان لئوپولد رفت و تیم رقیب محلی یعنی اف ث واكر را در روز افتتاحیه هشت بر یک شکست داد. بایرن مونیخ در سطح شهر مونیخ به یك تیم پرطرفدار تبدیل شد و در سال 1910 قهرمان منطقه شرق آلمان شد. در سال پس از آن نیز بایرنی ها بدون شکست از عنوان خود دفاع کردند.
در سالهای پس از جنگ جهانی اول، بایرن چند عنوان محلی دیگر را کسب کرد و در سال 1926 موفق شد رقابتهای قهرمانی جنوب آلمان را فتح کند،این دستاور دو سال بعد نیز تکرار شد بایرن مونیخ در سال 1932 نخستین قهرمانی اش در آلمان را جشن گرفت، آنها در فینال مسابقات قهرمانی کشور آن سال موفق شدند اینتراخت فرانکفورت را با نتیجه 2-0 شکست دهند و قهرمان آلمان شوند.
با ظهور حزب نازی توسعه بایرن مونیخ متوقف شد، رئیس باشگاه و سرمربی تیم که هر دو یهودی بودند از کشور خارج شدند و بسیاری دیگر از اعضای باشگاه نیز پاکسازی شدند و بایرن مجددا به یک باشگاه فوتبال آماتوری تبدیل شد،در سالهای پس از این اتفاقات بایرن هرگز در سطح ملی مدعی نبود و رتبه های میانه جدول لیگ محلی را کسب میکرد.
پس از جنگ جهانی دوم ، بایرن مونیخ یکی از اعضای ((اوبر لیگای جنوبی)) (لیگ محلی دسته اول جنوب آلمان) شد،در سال 1955 آنها با کسب نتایج ضعیف به لیگ پایینتر سقوط کردند اما یک سال بعد موفق شدند به اوبرلیگای جنوبی بازگردند و سال 1957 نیز موفق شدند برای اولین بار قهرمان جام حذفی فوتبال آلمان بشوند
در سال 1963 لیگ ملی ِ بوندسلیگا تشکیل شد و قرار شد پنج تیم از اوبرلیگای جنوبی در آن شرکت کنند،با این که بایرن مونیخ عنوان سوم لیگ محلی را کسب کرده بود اما تیم دیگر شهر مونیخ، یعنی باشگاه فوتبال مونیخ 1860 عنوان قهرمانی را به دست آورده بود و فدراسیون فوتبال آلمان ترجیح داد دو تیم از یک شهر در بوندس لیگا شرکت نکنند و بنا بر این بایرن مونیخ برای بوندس لیگا انتخاب نشد بایرنی ها دو سال بعد یعنی در سال 1965 با یک تیم جوان شامل استعدادهایی مثل فرانس بکن‌باوئر ، گرد مولر و سپ مایر به بوندس لیگا راه یافتند این دوران تازۀ بایرن مونیخ با نام فرانس بکن‌باوئر عجین بود . البته بازیكنان بزرگ دیگری مثل گرد مولر و سپ مایر و اولی هوینس نیز در او را یاری می دادند ولی هسته مركزی تفكر و راهبردی بایرن مونیخ او بود.

## در طول جنگ جهانی دوم

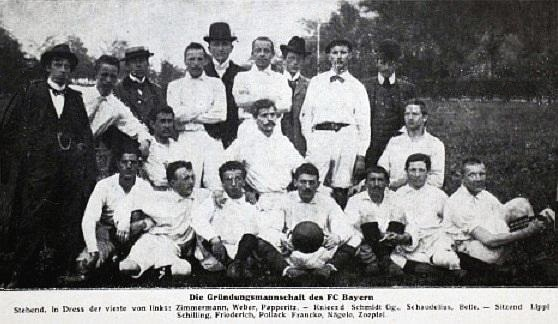
یکی از اولین تیم‌های بایرن مونیخ، در سال ۱۹۰۰.

این باشگاه در سال ۱۹۰۰ هنگامی که تعدادی از علاقه مندان به فوتبال از باشگاه ژیمناستیک مونیخ ۱۸۷۹ جدا شدند تا از نفوذ ژیمناستیک‌های باشگاه که شور و شوق زیادی برای بازی جدید نداشتند، در امان بمانند، شکل گرفت. تقریباً از ابتدا، بایرن یک تیم محلی قدرتمند بود اما نتوانست تأثیر زیادی فراتر از آن داشته باشد.
به دلایل مالی و برای بهره‌مندی از امکانات بهتری که در اختیار باشگاه‌های دیگر بود، دو بار وارد ادغام شدند. در سال ۱۹۰۶، آنها با باشگاه ورزشی مونیخ مذاکره کردند. به عنوان بخشی از این ترتیب، فوتبالیست‌ها رنگ مشکی را به عنوان یکی از رنگ‌های تیم خود کنار گذاشتند و قرمز و سفید شرکای جدید خود را که تا به امروز می‌پوشند، انتخاب کردند. بایرن اولین عنوان خود را به عنوان قهرمان لیگ باواریا در سال ۱۹۰۹ به عنوان بخش ام‌اس‌سی به دست آورد. در سال ۱۹۱۹، اندکی پس از جنگ جهانی اول، بایرن ام‌اس‌سی را ترک کرد، که تمرکز آن بر روی هاکی روی چمن و تنیس بود، ورزش‌هایی که هنوز هم در آن‌ها فعال هستند. پس از آن بایرن به نیروهای باشگاه ژیمناستیک و ورزش ۱۸۹۰ جان مونیخ پیوست تا اینکه در سال ۱۹۲۳ آن باشگاه را ترک کرد و از آن زمان تاکنون مستقل باقی مانده است.
در آن روزهای اولیه، فوتبال باواریا تحت سلطه تیم‌هایی از فرانکونیا، در شمال ایالت، به ویژه باشگاه نورنبرگ و همسایگان شهر دوقلوی آنها گروتر فورث. بود. در سال ۱۹۱۴، فورت اولین تیم از ایالت بود که قهرمان ملی شد و تا سال ۱۹۳۰ این دو تیم هشت عنوان را بین خود جمع کردند. کورت لاندوئر، رئیس بایرن، از سال ۱۹۱۳ تا ۱۹۳۳ و از سال۱۹۴۷ تا دهه ۱۹۵۰، به‌طور مداوم این دفتر را بر عهده داشت و رویکردی استراتژیک برای ایجاد تیم و به چالش کشیدن این سلطه اتخاذ کرد. او ویلیام تاونلی را به عنوان اولین مربی حرفه‌ای تیم استخدام کرد. این مرد انگلیسی بهترین مربی در بازار آلمان بود و در سال ۱۹۱۰ با کارلسروهه اف‌وی قهرمانی داشت.
در سال ۱۹۲۶، بایرن قهرمان آلمان جنوبی شد، اما خود را از رقبای محلی مونیخ ۱۸۶۰ که در سال ۱۹۳۱ اولین تیمی از پایتخت باواریا بود که به فینال ملی رسید، شکست خورد. در طی یک سال، بایرن حتی با قهرمانی در فینال مقابل آینتراخت فرانکفورت، به اوج رسید. تیمی که توسط ریچارد دامبی مجارستانی هدایت می‌شد، با ضربه پنالتی اسکار «اوسی» روهر و گل دیگری توسط فرانتس کروم، ۲–۰ پیروز شد.
اما تاریخ مقابل بایرن بود. ظهور رژیم هیتلر باعث شد که رئیس وقت لاندوئر، یهودی، به سرعت استعفا دهد و تیمی که از او در تبعید سوئیس بازدید می‌کرد، کمکی به ثروت آنها در دوره جدید نکرد. دامبی، که او نیز یهودی بود، به هلند نقل مکان کرد و در آنجا زمام باگاه فاینورد در روتردام را در دست گرفت و پایه‌های عظمت آینده باشگاه را گذاشت. در سال‌های بعد، این باشگاه بی‌ربط شد، نازی‌ها به خاطر پیشینه یهودی‌اش از آن متنفر بودند و به عنوان جودن کلاب مورد تمسخر قرار گرفتند.
آخرین بازی ثبت شده فوتبال در دوران رایش سوم دربی بین بایرن و مونیخ ۱۸۶۰ (۳–۲) در ۲۳ آوریل ۱۹۴۵ بود. کمتر از سه هفته بعد، آلمان تسلیم شد.

## سال‌های گذار ۱۹۴۶–۱۹۶۲
پس از جنگ جهانی دوم، بایرن در ابرلیگا جنوبی بازی کرد، که یکی از پنج کنفرانس لیگ برتری بود که در نیمه غربی کشور تأسیس شد. در طول دوره از تشکیل اوبرلیگن در سال ۱۹۴۷ تا ایجاد بوندسلیگا، لیگ حرفه‌ای آلمان، در سال ۱۹۶۳، آنها به عنوان تیم میانه بازی کردند. بهترین کاری که آنها می‌توانستند در بخش خود مدیریت کنند، کسب مقام‌های سوم و چهارم بود. آنها حتی در فصل ۱۹۵۶ به دسته دوم اوبرلیگا سود سقوط کردند – تنها باری که این اتفاق افتاده است.
بایرن در خارج از بازی‌های معمولی لیگ از موفقیت‌هایی برخوردار بود. آنها جام ۱۹۵۷ آلمان را که تنها دومین جام ملی آنها بود، با گل دقیقه ۷۸ رودی جابست مقابل فورتونا دوسلدورف به دست آوردند. ۱۶ اکتبر ۱۹۶۲ اولین حضور این باشگاه در صحنه اروپا بود. در دور افتتاحیه جام نمایشگاهی بین شهرها، آنها بازل را (۳–۰) شکست دادند، اما سپس در مرحله یک چهارم نهایی مقابل دینامو زاگرب فینالیست نهایی (۱–۴) و (۰–۰) به میدان رفتند.

## موفقیت‌های اولیه در بوندسلیگا
با آغاز فصل ۶۴–۱۹۶۳، اولین بخش آلمان—که تا آن زمان به پنج بخش منطقه‌ای تقسیم شده بود—به یک لیگ ملی، بوندسلیگا، متحد شد.
آغاز لیگ جدید برای بایرن ناامید کننده بود. از آنجایی که مونیخ در سال ۱۸۶۰ آخرین قهرمانی اوبرلیگا را به دست آورده بود—یکی از معدود مواردی که آنها در آن دوره از بایرن جلوتر بودند—این آنها بودند که به نخبگان جدید فوتبال آلمان پیوستند. رئیس تازه منتخب بایرن، ویلهلم نودکر، پدر باشگاه بایرن مدرن، زلاتکو «چیک» چایکوفسکی، بازیکن سابق جام جهانی یوگسلاوی را در سال‌های ۱۹۵۰ و ۱۹۵۴ به خدمت گرفت، که به دلیل مربیگری ۱ نیز به شهرت رسیده بود. باشگاه کلن به قهرمانی ۱۹۶۲. این کودتا نتیجه داد، زیرا او یک تیم مشتاق را با بازیکنان جوان با استعدادی تشکیل داد که بعداً باید به عنوان «محور» شناخته شوند: دروازه‌بان سپ مایر، فرانتس بکن باوئر و گرد مولر. پس از از دست دادن صعود به بوندسلیگا در سال ۱۹۶۴، دوم شدن در لیگ پس از هسن کاسل، بایرن در سال ۱۹۶۵ مسابقات رگیونالیگا جنوبی (II) را به دست آورد و در کنار رقیب آینده بوروسیا مونشن گلادباخ صعود کرد.
این تیم با میانگین سنی ۲۲ سال بلافاصله به مقام سوم لیگ رسید در سالی که مونیخ درخشان ۱۸۶۰ اولین و تنها عنوان قهرمانی ملی خود را به دست آورد. حتی مهم‌تر از آن برای بایرن، پیروزی در فینال جام حذفی مقابل دویسبورگ (۴–۲) بود که آنها را به جام برندگان جام یوفا هدایت کرد.

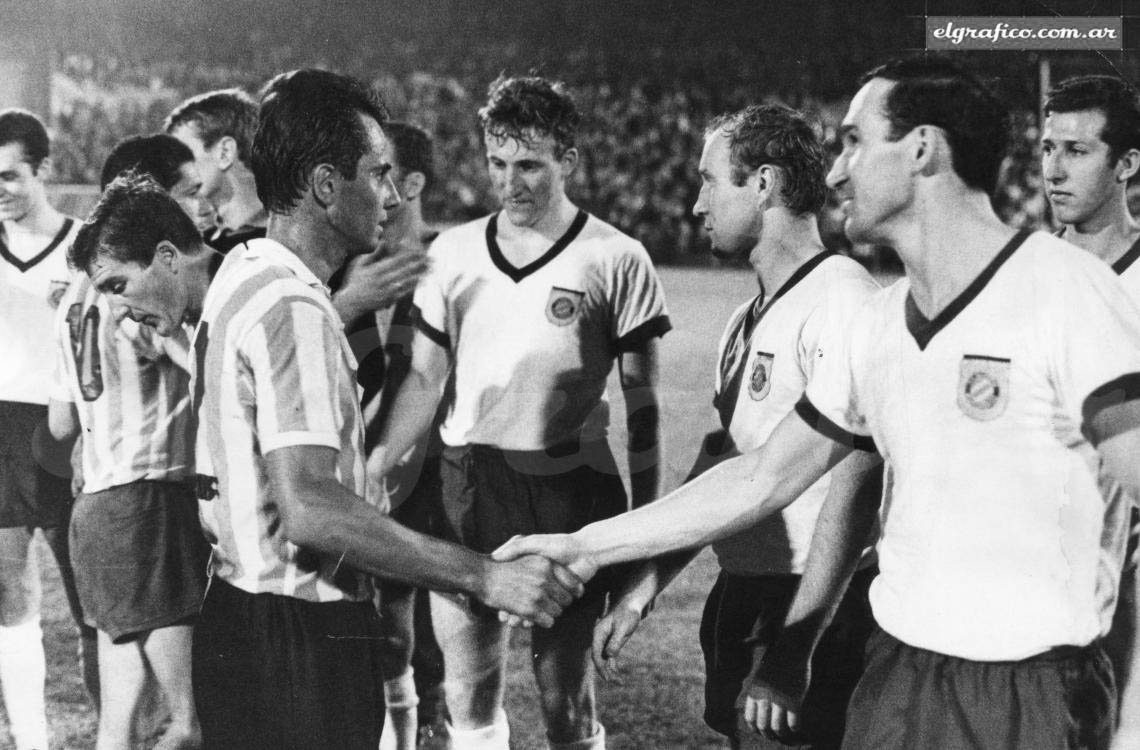
بایرن مونیخ (با پیراهن سفید) در جریان بازی دوستانه مقابل باشگاه آرژانتین ریسینگ، دسامبر ۱۹۶۶

ستاره این تیم فرانتس بکن باوئر ۲۰ ساله بود که فصل را با بازی در جام جهانی فوتبال ۱۹۶۶ انگلستان به پایان رساند و در آنجا تخیل بینندگان جهانی را به خود جلب کرد. تلاش‌های او با کسب مقام سوم در رای‌گیری برای بهترین بازیکن سال اروپا پاداش داده شد.
در فصل بعد، بایرن سومین تیم آلمانی شد که تا به حال از جام حذفی آلمان دفاع می‌کند، زیرا هامبورگر اس وی در فینال طعمه آسانی را نشان داد و با پیروزی ۴–۰ رکورد شکست خورد. نکته قابل توجه حضور در جام برندگان جام در نورنبرگ بود که این تیم در فینال ۱–۰ مقابل رنجرز پیروز شد. گل در وقت اضافه توسط فرانتس «گاو» راث به ثمر رسید که بسیاری از فینال‌های جام حذفی را برای بایرن به دست آورد.
کاهش سرعت پیشرفت در فصل ۶۸–۱۹۶۷ باعث شد که یوگسلاوی دیگری به نام برانکو زبیک کار چایکوفسکی را بر عهده بگیرد. او سبک تهاجمی بازی بایرن را مهار کرد و این نظم زمانی نتیجه داد که بایرن قهرمانی فصل ۶۹–۱۹۶۸ را با جام حذفی، اولین دوبل در تاریخ بوندسلیگا، برد. در کل فصل، بایرن فقط از ۱۳ بازیکن استفاده کرد.
بوروسیا مونشن گلادباخ که در همان سال با بایرن به بوندسلیگا صعود کرد، به عنوان رقیب جدی برای برتری بایرن ظاهر شد. آنها دو قهرمانی بعدی را به دست آوردند و ویلهلم نودکر، رئیس بایرن، به توصیه بکن باوئر، از اودو لاتک از کادر مربیگری تیم ملی خواست تا هدایت بایرن را بر عهده بگیرد. در سال اول، او فقط توانست جام را به ساحل رودخانه ایسار برگرداند، اما با تقویت‌های جوان و گرسنه مانند پل برایتنر و اولی هونس، تیمی را تشکیل داد که اولین هت‌تریک قهرمانی آلمان در تاریخ را به دست آورد.

## سال‌های طلایی
در آخرین بازی فصل ۷۲–۱۹۷۱، بایرن با پیروزی ۵–۱ مقابل شالکه ۰۴ بازگشت خود را به صدرنشین آلمان قطعی کرد. شالکه برای کسب عنوان قهرمانی نیاز به یک برد داشت اما در نهایت توانست بهترین نایب قهرمان تاریخ بوندسلیگا شود. این اولین بازی رسمی بایرن در ورزشگاه جدید المپیک بود. جمعیت ۸۰۰۰۰ نفری به باشگاه اطمینان داد که دروازه اول را بیش از ۱۰۰۰۰۰۰ مارک خواهد داشت.
زمین اصلی آنها تا آن زمان استادیوم شهرداری آن در گرونوالدر استراسه بود که در زبان عامیانه به آن گرونوالدر یا سچزگر ("شصتیر") گفته می‌شود، زیرا پیش از جنگ در سال ۱۸۶۰ مونیخ در مالکیت آن بود. این یک مکان بسیار فرسوده با حداکثر ظرفیت حدود ۴۰۰۰۰ بود که اکثراً مکان‌های ایستاده بودند. در واقع، بازار آنقدر ضعیف بود که مونیخ، سومین شهر بزرگ کشور، از سال ۱۹۴۰ میزبان یک بازی تیم ملی نبود.
استادیوم المپیک در دوران اوج خود یکی از زیباترین و راحت‌ترین استادیوم‌های جهان به حساب می‌آمد، به این معنی که درآمدهای بایرن را افزایش می‌دهد، نه تنها به دلیل ظرفیت صرف، بلکه به دلیل تعداد صندلی‌های با قیمت بسیار بالاتر؛ بنابراین، المپیک ۱۹۷۲ در مونیخ یک تقویت بزرگ برای باشگاه بود و با سیل استادیوم‌های جدید و بازسازی شده در بقیه کشور، حداقل تا جام جهانی ۱۹۷۴ برتری مالی آنها را تضمین کرد. فصل‌های موفق پی در پی در صحنه اروپا به پر شدن استادیوم در دورانی که درآمد دروازه هنوز منبع اصلی درآمد بود کمک کرد. حمایت مالی و حق پخش تلویزیونی یک مورد خوشایند اما جزئی به بودجه سالانه بود که در آن زمان حدود پنج میلیون یورو بود. مازاد هزینه نقل و انتقالات نیز می‌تواند نقش داشته باشد، اما اگر محقق شود، به‌طور کلی به معنای از دست دادن کیفیت در تیم است.
فراتر از رهبری باکیفیت، شانس داشتن بازیکنانی با بالاترین کیفیت که از رده‌های خود رشد کرده یا به‌عنوان استعدادهای جوان کم‌هزینه به‌دست می‌آیند و این واقعیت که در آن روزها لیگ‌های ایتالیا و اسپانیا به روی بازیکنان خارجی بسته بود، زمان مناسبی برای ورود استادیوم جدید احتمالاً مهم‌ترین نقطه برای تضمین جایگاه برتر بایرن در سطح ملی و همچنین اروپایی بود. این به بایرن (بر خلاف رقبای بوروسیا مونشن گلادباخ) اجازه داد تا بازیکنان اصلی خود را حفظ کند و حتی از آنجا گسترش یابد.
زمانی که اسپانیا در سال ۱۹۷۳ مرزهای خود را دوباره به روی استعدادهای خارجی باز کرد، پیشنهادی معادل ۱٫۵ میلیون یورو برای گرد مولر از بارسلونا پذیرفته نشد و بارسا مجبور شد به یوهان کرایف هلندی بسنده کند. از سوی دیگر، رقیب ملی بایرن از راین، مونشن گلادباخ، فوق ستاره گونتر نتزر را به رئال مادرید واگذار کرد. به زودی پس از آن، بایرن می‌تواند خدمات یوپ کاپلمن را نیز از ۱ به خدمت بگیرد. باشگاه کلن برای رقم نقل و انتقال رکورد ملی آن زمان تقریباً ۴۰۰۰۰۰ یورو.
سال ۱۹۷۲ که با قهرمانی که همه رکوردها را شکست – که بیشتر آنها هنوز دست نخورده بودند – سالی بود که در آن بایرن به یک بازیکن جهانی تبدیل شد. علاوه بر این، شش بازیکن از بایرن بخشی از تیم ملی آلمان غربی بودند—یکی از قوی‌ترین تیم‌های این کشور در تمام دوران—که قهرمان اروپا شد، فقط علامت تعجب دیگری برای این فصل پرآب گذاشت. دفاع از عنوان در سال بعد با فاصله رکورد با نزدیک‌ترین خواستگار از نظر تاریخی صرفاً به عنوان تأیید حقایق جدید عمل کرد.

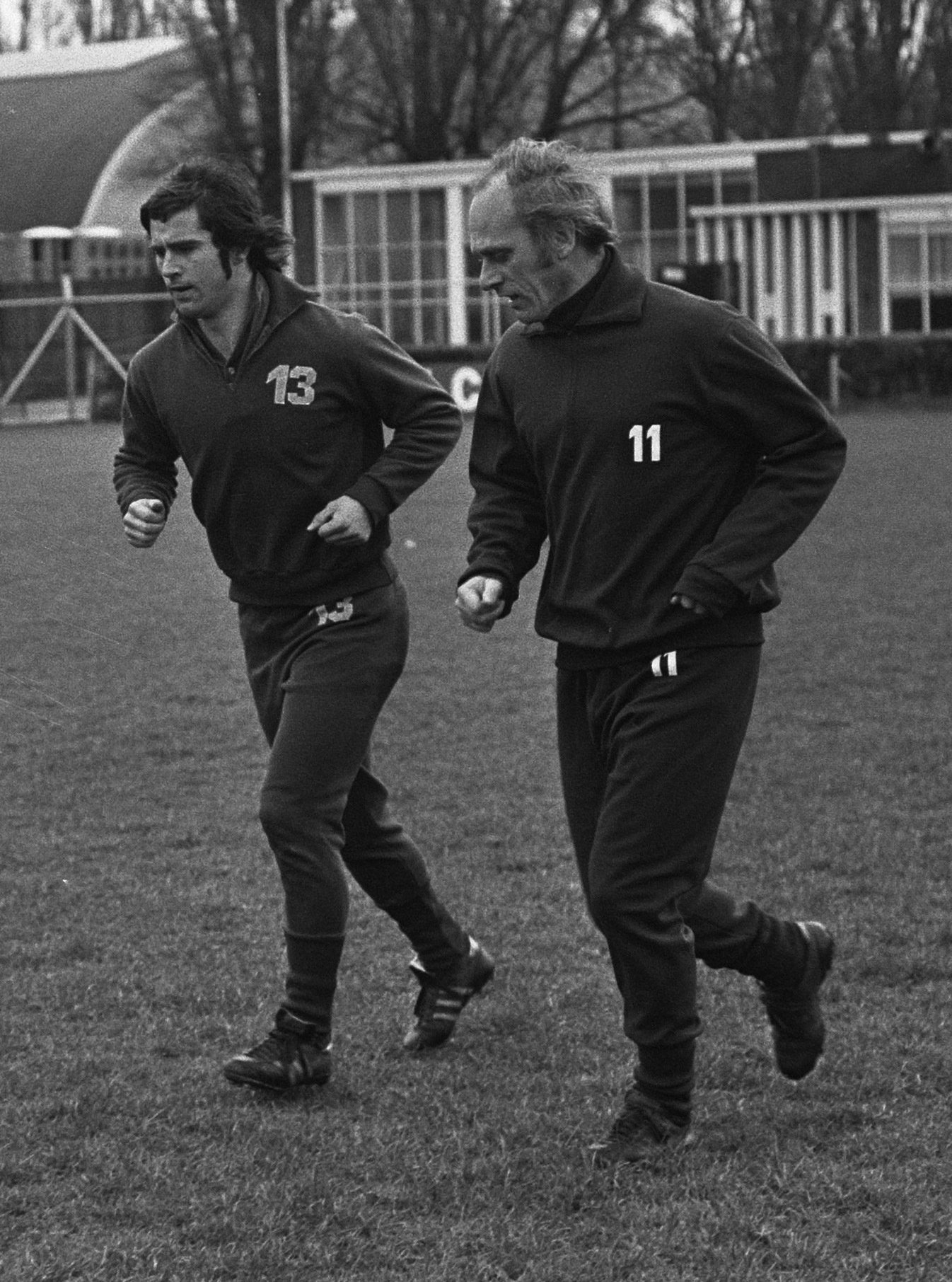
گرد مولر و اودو لاتک در سال ۱۹۷۳

سومین قهرمانی در سال ۱۹۷۴ مصادف شد با بایرن که اولین تیم آلمانی قهرمان جام باشگاه‌های اروپا شد. در آخرین دقیقه وقت اضافه در ورزشگاه هیسل، گئورگ شوارتزنبک با گل تساوی مقابل اتلتیکو مادرید از فاصله ۳۵ متری، همه را شگفت زده کرد. اولین بازی تکراری فینال جام ملت‌های اروپا دو روز بعد شاهد دو گل اولی هونس و گرد مولر بود که به راحتی بایرن را به قهرمانی رساندند.
شش بازیکن بایرن نیز بخشی از تیم آلمان غربی بودند که در فینال جام جهانی همان سال مقابل هلند پیروز شدند. در فصل بعد، انگیزه تیم در سطح ملی تمام شد، اما با مربیگری دتمار کرامر، آنها همچنان موفق شدند امتیازات بزرگی را کسب کنند. در سال ۱۹۷۵ لیدز یونایتد در فینال جام قهرمانان در پاریس شکست خورد، زمانی که فرانتس راث و گرد مولر با گل‌های دیرهنگام خود دفاع از جام را تضمین کردند. بایرن پس از آن رکورد جدیدی را نیز ثبت کرد: تنها قهرمان جام قهرمانان تا به امروز با رکورد منفی در لیگ ملی در همان فصل. در عرض ۱۲ ماه، در گلاسکو، سنت اتین با یک گل دیگر توسط راث شکست خورد و بایرن سومین تیمی شد که در سه سال پیاپی جام را به دست آورد.
فینال جام بین قاره‌ای در دسامبر ۱۹۷۶ پایان دوران طلایی این تیم بود. بایرن بار دیگر پیروز شد. در یک المپیاستادیون سرد، باشگاه برزیلی کروزیرو طعمه گل‌های یوپ کاپلمان و گرد مولر شد. یک تلاش دفاعی فوق‌العاده با ۱۱۷٬۰۰۰ هوادار باعث شد تا کروزیرو در زمین خود با تساوی ۰–۰ به پایان برسد. طی چند سال آینده، بکن‌باوئر و مولر به ایالات متحده رفتند و دوران حرفه‌ای سپ مایر با یک سانحه رانندگی به پایان رسید – پس از اینکه او به مدت ۱۳ فصل در یازدهم ابتدایی تیم حضور داشت. سپس یک رکورد جهانی بایرن به یک آغاز جدید نیاز داشت.

## موفقیت مجدد در دهه ۱۹۸۰
عدم موفقیت باعث شد پرزیدنت نودکر در آستانه قرارداد با ماکس مرکل به عنوان مربی جدید باشد – تیم به اتفاق آرا علیه او رای داد. این نوع انقلاب بدیع باعث شد که بایرن بر اخبار تلویزیونی در فرهنگی تسلط پیدا کند که در آن ورزش یک ضمیمه نامنظم برای آنها بود. استعفای رئیس مستبد نودکر، که مسلماً پدر باشگاه مدرن بایرن است، باز هم برترین خبر بود، حتی در اخبار پرطرفدار تاگزاشاو در عصری بدون تلویزیون تجاری.
پال سرنای مجارستانی، که دستیار جایگزین کرامر، دیولا لورانت بود، سرمربی شد. او در دوران تصدی خود، با معرفی دفاع فضایی، سبک بایرن را متحول کرد، و سپس در مونیخ از آن به عنوان پال سیستم یاد شد. زمانی که پل برایتنر از طریق براونشوایگ از سال‌های حضورش در رئال مادرید بازگشت، با کارل هاینز رومنیگه همکاری کرد. FC Breitnigge که با اسطوره دروازه‌بان بلژیکی ژان ماری پفاف، کلاوس اوگنتالر و مهاجم دیتر هوئنس (برادر اولی) تقویت شده بود، موفقیت را به مونیخ بازگرداند. دو قهرمانی و یک جام از این دوران حاصل شد. رویاهای آنها برای یک جام اروپایی دیگر در فینال روتردام مقابل استون ویلا خنثی شد، زمانی که برای لحظه‌ای کوتاه مردی به نام پیتر ویته از گمنامی بیرون آمد و گل تعیین‌کننده را برای تیم بیرمنگام به ثمر رساند. این همچنین اولین فینال رسمی بود که بایرن در تاریخ خود پس از ۱۲ بازی فینال بدون شکست شکست خورده بود.
دوران سرنای زمانی به پایان رسید که موفقیت دیگر مطمئن به نظر نمی‌رسید و عجیب و غریب بودن او وجهه باشگاه با حامیان اصلی آنها را به خطر انداخت. اودو لاتک برای دومین دوره در ایسار منصوب شد و علیرغم مشکلات مالی اولیه، ناامید نشد. به گفته ویلی اتو هافمن، رئیس، بایرن برای به خدمت گرفتن سورن لربی بازیکن دانمارکی از آژاکس به جای برایتنر بازنشسته، «آخرین پول» را متعهد شده بود.

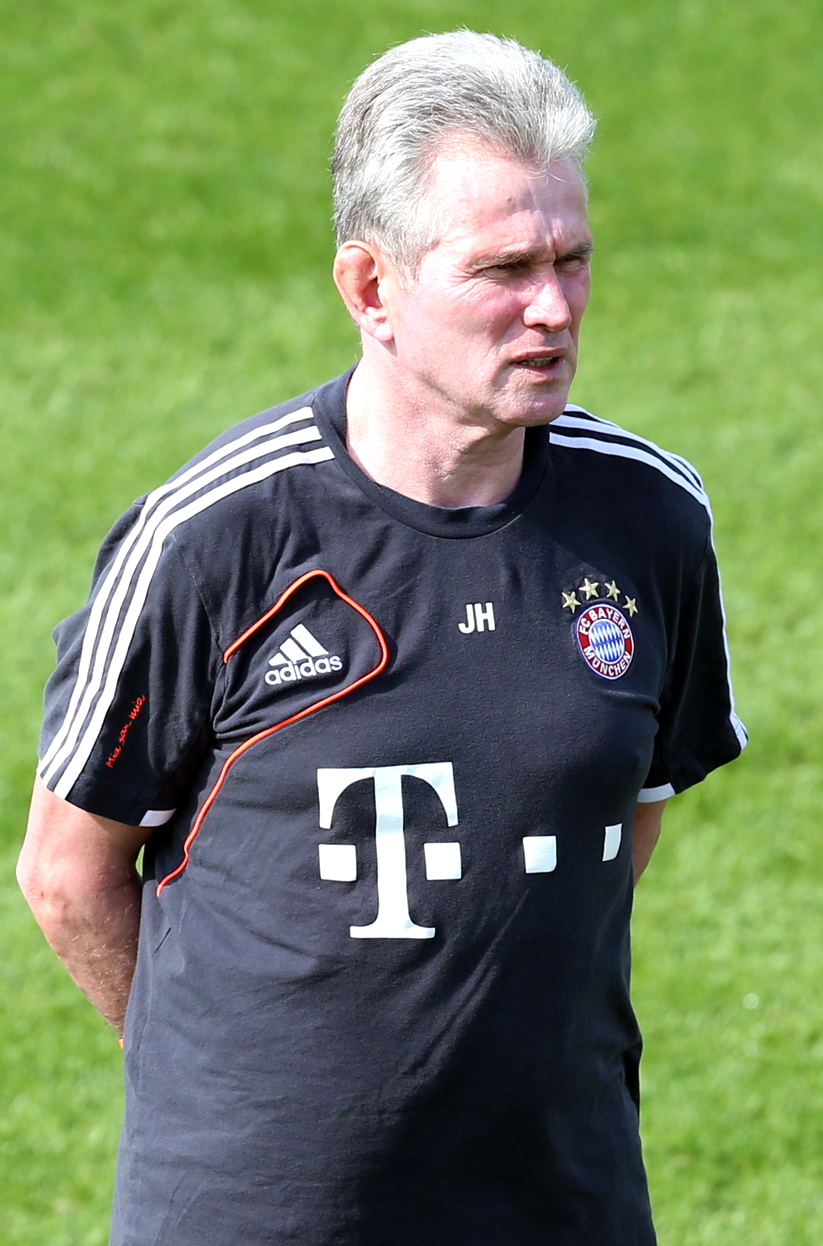
یوپ هاینکس (تصویر اینجا در سال ۲۰۱۳) مربی بایرن مونیخ بود و دو قهرمانی بوندسلیگا را در سال‌های ۱۹۸۸ و ۱۹۸۹ به دست آورد.

قهرمانی جام حذفی در فینال ۱۹۸۴ برابر مونشن گلادباخ در ضربات پنالتی به دست آمد که اولین بار در تاریخ این رقابت‌ها بود. لوتار ماتئوس جوان که چند هفته پیش از انتقالش به مونیخ با مبلغ ۱٫۲ میلیون یورو خبر داده شد، اولین پنالتی تیم قدیمی خود را از دست داد.
پس از انتقال رومنیگه به اینترناسیونال با مبلغی بیش از ۵ میلیون یورو که در آن زمان رکورد جهانی بود، وضعیت مالی باشگاه بازسازی شد، اما تیم اکنون فوق ستاره‌های خود را از دست داده بود. با این وجود، تیم اصلاح‌شده یک جام دیگر، به عنوان بخشی از یک دوبل، و پنج قهرمانی در شش سال، از جمله دومین هت‌تریک، کسب کرد، که منجر به کسب عنوان دهم شد و به باشگاه اجازه داد تا در نهایت ۱ را پشت سر بگذارد. باشگاه نورنبرگ به عنوان رکورددار اما وقتی در فینال جام ملت‌های اروپا ۱۹۸۷ در وین، پورتو با دو گل رباح ماجر و ژواری در ۱۳ دقیقه آخر با ضربه سر دقیقه ۲۵ لودویگ کوگل در دقیقه ۲۵ در وین، ۲–۱ پیروز شد، نسل دیگری شد که از افتخارات قاره‌ای محروم شد. تا بازی برای بایرن بسته شود.
اودو لاتک تصمیم گرفت پس از آن بازنشسته شود و بایرن که مشتاق پر کردن خزانه خود بود، تعداد زیادی از بازیکنان را رها کرد.
مربی جدید یوپ هاینکس که قبلاً در پست پیشین خود در مونشن گلادباخ جانشین لاتک بود، با یک فصل بدون عنوان آغاز کرد و پس از آن ماتئوس و آندریاس برمه به اینترناسیونال رفتند و از آنجا مبلغ سخاوتمندانه‌ای دریافت کردند. همچنین پی‌فاف و سه بازیکن دیگر ترک کردند. از آنجایی که اولاف تون و استفان رویتر برجسته‌ترین بازیکنان تازه‌وارد بودند، امیدها زیاد نبود، اما در چند سال آینده دو قهرمانی دیگر به دست آمد. بازنشستگی اوگنتالر و فروش یورگن کوهلر و استفان رویتر به یوونتوس به شدت تیم را تحلیل برد. دو فصل بدون هیچ جامی دنبال شد و به قیمت کار هاینکس تمام شد.
سورن لربی دوباره به عنوان سرمربی به باشگاه ملحق شد، متأسفانه دوران تصدی او فاجعه مطلق بود زیرا خریدهای ضعیف و تاکتیک‌های ناکارآمد باعث شد بایرن در زمان اخراج لربی در اوایل سال ۱۹۹۲ با سقوط غیرقابل تصوری روبرو شود. بدتر کردن اوضاع، بی ۱۹۰۳ کپنهاگ بایرن را به راحتی با نتیجه ۶–۲ / ۰–۱ از جام یوفا بیرون کرد. اریش ریبک به عنوان مربی با فرانتس بکن باوئر به عنوان مدیر ورزش کار کرد و موفق شد باشگاه را به سمت امن هدایت کند.
باشگاه علاقه‌ای به تکرار فاجعه ۹۲–۱۹۹۱ نداشت و در فصل بعد بایرن معادل ۱۲ میلیون یورو برای بازیکنان جدید—توماس هلمر (۴ میلیون یورو)، کاپیتان برزیل جورجینیو (۲٫۸ میلیون یورو) و لوتار ماتئوس هزینه کرد. (۲ میلیون یورو) در صدر فهرستی قرار گرفت که مهمت شول را نیز شامل می‌شد. آرامش اعصاب رئیس صرفه جو، دکتر فریتز شرر، استاد اقتصاد دانشگاه مونیخ، فروش استفان افنبرگ و برایان لادروپ به مبلغ ۸٫۵ میلیون یورو به فیورنتینا بود. تیم بازسازی شده به کسب عنوان نزدیک بود، اما از دست رفت. تاکتیک‌های ریبک، که بیش از حد منفی به نظر می‌رسید، مقصر این موضوع بود، و زمانی که فصل بعد به نظر می‌رسید متفاوت پیش نمی‌رود، بکن‌باوئر ریبک را اخراج کرد و خودش کنترل تیم را در دست گرفت. یک جهش فوری در فرم باعث شد که بایرن قهرمان آن سال شود.
وضعیت «قیصر فرانتس» به عنوان یک اسطوره باشگاه تقویت شد و چند سال بعد با استخدام جیووانی تراپاتونی به عنوان اولین مربی ایتالیایی در بوندسلیگا، رئیس شد. تراپاتونی مورد احترام کارشناسان آلمانی قرار گرفت، اما مشکلات (که ظاهراً ناشی از درک ضعیف تراپاتونی از آلمانی بود) باعث شد تیم در آشفتگی قرار بگیرد. پس از کسب مقام ششمی، تراپاتونی به ایتالیا بازگشت، پس از آن اتو رهاگل به عنوان سرمربی منصوب شد با این امید که بتواند موفقیتی را که با وردربرمن کسب کرده بود به تیمی برساند که در آن زمان اغلب به عنوان «اف‌سی هالیوود» شناخته می‌شد. از آنجایی که این تیم به جای اینکه در زمین، تأثیر بیشتری بر صفحات اجتماعی روزنامه‌ها داشت، دوره مدیریت «شاه اتو» به دلیل اختلاف نظر با هیئت مدیره کوتاه شد و بکن باوئر باشگاه را به پیروزی در فینال جام یوفا در سال ۱۹۹۶ هدایت کرد. بوردو. زین الدین زیدان، کریستوف دوگاری، بیکسنت لیزارازو و ویتشگه ۲–۰ و حتی ۳–۱ خارج از خانه شکست خوردند. یورگن کلینزمن رکوردشکنی ۱۵ گل را در رقابت‌های اروپایی بایرن به ثمر رساند که این تیم را پس از حذف تیم‌هایی مانند بنفیکا، ناتینگهام فارست و بارسلونا به اولین جام قاره‌ای خود در ۲۰ سال گذشته رساند.
در خارج از فصل، جیوانی تراپاتونی به عنوان مربی به تیم بازگشت، حالا با درک روان آلمانی، و به اعتماد مجدد با قهرمانی فوری، به دنبال نایب قهرمانی لیگ و قهرمانی در جام حذفی در فصل بعد، پاداش داد. او یک بار دیگر به ایتالیا بازگشت.

## آغاز هزاره جدید

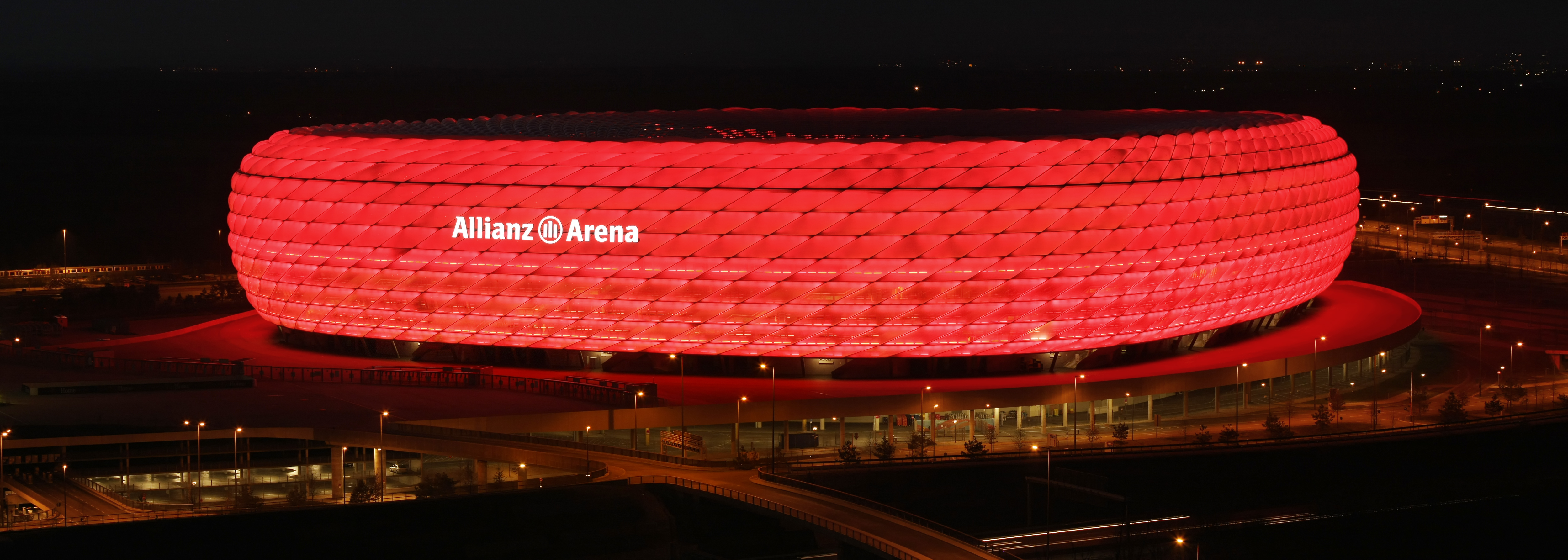
آلیانز آرنا که در سال ۲۰۰۵ افتتاح شد، یکی از مدرن‌ترین استادیوم‌های فوتبال جهان است.

شش سال آینده برای بایرن با موفقیت عظیمی همراه خواهد بود. این زمانی بود که اوتمار هیتزفلد جانشین اودو لاتک به عنوان موفق‌ترین مربی آلمانی شد، حتی جایی برای خود در بین بهترین مربیان اروپایی تمام دوران پیدا کرد.
در اولین فصل حضورش در سال ۱۹۹۹، بایرن عنوان قهرمانی لیگ را به دست آورد، اما غیرقابل انکار، فینال فراموش نشدنی لیگ قهرمانان اروپا در بارسلونا بود. بایرن زودهنگام پس از یک ضربه ایستگاهی ماریو باسلر پیش افتاد و بیشتر بازی را کنترل کرد، اما منچستریونایتد در وقت‌های تلف شده بازی را به طرز شگفت‌انگیزی تغییر داد. در عرض ۹۰ ثانیه، تدی شرینگهام و اوله گونار سولسشر یک عملکرد عالی از بایرن را به اشک‌های بدون مهار ساموئل کافور و شرکت تبدیل کردند. بایرن دو هفته بعد در فینال جام حذفی مقابل وردربرمن در ضربات پنالتی شکست خورد. برای لوتار ماتئوس، این دومین باری بود که در فینال جام حذفی یک پنالتی تعیین‌کننده را از دست داد.
در فصل بعد، بایرن با پیروزی ۳–۰ در فینال جام حذفی انتقام خود را از برمن گرفت و بدین ترتیب بایرن به سومین دبل خود دست یافت. در اروپا، مبارزات تیمی که اکنون تحت سلطه دروازه‌بان الیور کان، موتور خط میانی استفان افنبرگ و مهاجم جووان البر بود در تقابل نیمه نهایی با برنده بعدی رئال مادرید (۰–۲, ۲–۱) به پایان رسید.
در سال ۲۰۰۱، پس از ۲۵ سال غیبت، سرانجام جام باشگاه‌های اروپا به مونیخ بازگشت. بایرن در مرحله یک چهارم نهایی با دو برد (۱–۰، ۲–۱) از منچستریونایتد قهرمان سال ۱۹۹۹ انتقام گرفت. نیمه نهایی دوباره شاهد یک مسابقه انتقامی بود، این بار رئال مادرید حریف بود: بایرن در هر دو بازی مقابل کاستیلیان پیروز شد (۱–۰، ۲–۱). در فینال میلان، والنسیا از اسپانیا مانند سال گذشته در جایگاه دوم قرار گرفت. در یک مسابقه به یاد ماندنی همه اهداف با ضربات نقطه به دست آمد. در نهایت، بایرن در ضربات پنالتی با شایستگی پیروز شد (۱–۱؛ ۵–۴ در ضربات پنالتی). ستون فقرات این تیم اولیور کان بود که ۳ پنالتی زد و قدرت روحی و روانی او نیز برای قهرمانی چند روز پیش از آن کشور بسیار مهم بود. در پایان دلخراش بوندسلیگا، بایرن با گل پاتریک اندرسون مدافع سوئدی مقابل هامبورگر در آخرین ثانیه فصل، از شالکه ۰۴ جلو افتاد و به باشگاه برای سومین قهرمانی پیاپی اطمینان داد. برای نایب قهرمان شالکه، چهار و نیم دقیقه جشن قهرمانی آنها زودرس بود.
در فصل بعد، این تیم نه توانست رکورد چهارمین قهرمانی پیاپی بوندسلیگا و نه جام را کسب کند. در مرحله یک چهارم نهایی لیگ قهرمانان اروپا، برنده نهایی رئال مادرید در مجموع ۳–۲ (۲–۱، ۰–۲) پیروز شد. پیروزی در جام بین قاره‌ای در توکیو مقابل بوکاجونیورز با گل سامی کوفور در وقت اضافه بود.
افتخار ملی در فصل ۰۳–۲۰۰۲ زمانی که بایرن با فتح بوندسلیگا با دومین فاصله بزرگ تاریخ نسبت به نایب قهرمانی و پیروزی پیاپی ۳–۱ بر ۱ به چهارمین دبل خود رسید، بازگشت. کایزرسلاترن در فینال جام حذفی با این حال، تمام فصل تحت الشعاع خروج بدون تشریفات بایرن از لیگ قهرمانان اروپا در مرحله گروهی اول قرار گرفت، بدون اینکه حتی یک برد در شش مسابقه کسب کند. در فصل بعد، این تیم که با خرید ۱۹ میلیون یورویی مهاجم هلندی روی ماکای از دپورتیوو لاکرونیا تقویت شد، حداقل بر این مانع غلبه کرد، اما حتی رئال مادریدی که در شرایط بحرانی ضعیف بود، توانست قرمزها را در مرحله یک‌هشتم نهایی حذف کند. خود بایرن در طول سال به هیچ فرم ثابتی نمی‌رسید و حتی دفاع مستحکم سابق نیز بسیار آسیب‌پذیر بود. در نهایت، مقام دوم این باشگاه در لیگ، توصیفی از قدرت بایرن نبود، بلکه نشان دهنده عملکرد ناهماهنگ رقبای آن بود. حذف جام توسط آلمانیا آخن دسته دوم برای فصلی که این تیم حتی یک عملکرد متقاعدکننده از خود نشان نداد، نشانه بود. حتی مایکل بالاک تازه‌وارد و لوسیو مدافع قهرمان جام جهانی ۲۰۰۲ نیز نتوانستند تفاوتی ایجاد کنند.
در ادامه فصل، تصمیم گرفته شد که هیتزفلد باید باشگاه را ترک کند و فلیکس ماگات، بازیکن سابق هامبورگر در اواخر دهه ۱۹۷۰ تا اواسط دهه ۱۹۸۰ که بسیار رقابتی با بایرن بود و همچنین در اروپا موفق بود، این شانس را پیدا کرد که به این تیم برود. نشان او در نسل جدید بایرن. در اولین سال هدایتش، او باشگاه را به دبل هدایت کرد.
با آغاز فصل ۰۶–۲۰۰۵، بایرن از ورزشگاه المپیک به ورزشگاه جدید آلیانز آرنا نقل مکان کرد، که باشگاه به‌طور مشترک با رقبای محلی ۱۸۶۰ مونیخ مالک آن است. از زمان انتقال، بایرن در بیشتر بازی‌های خود در آنجا پیروز شده است و ورزشگاه با استقبال خوبی از سوی هواداران مواجه شد و تقریباً تمام بازی‌های خانگی در مقابل تماشاگران فروخته شده بود. این دوبل ملی بود که می‌توان در پایان فصل در زمین جدید جشن گرفت. با این حال، عملکرد باشگاه در سطح بین‌المللی یک بار دیگر نسبتاً ناامیدکننده بود: شکست ۱–۴ از میلان در مرحله یک‌هشتم نهایی لیگ قهرمانان اروپا ۰۶–۲۰۰۵ به سرعت به کارزار آنها پایان داد. لوح قهرمانی و جام همچنین هدایای خداحافظی برای بیکسنت لیزارازو و ینس یرمیس، دو بازیکنی بود که پس از سال‌های موفق برای باشگاه به کار خود پایان دادند. از دست دادن بازیکن بانفوذ مایکل بالاک به چلسی در یک انتقال آزاد، کارل هاینز رومنیگه را بسیار ناراحت کرد، کسی که دربارهٔ قدرت خرج کردن چلسی «قابل قبول یا عادلانه» ناله کرده است.
در فصل ۰۷–۲۰۰۶، بایرن تیم خود را با جدایی بالاک و زی روبرتو کم کرد (بازیکن برزیلی با ماگات خوب نبود)، پائولو گوئررو به رقبای هامبورگر اس وی فروخته شد و لیزارازو و جرمیس به کار خود پایان دادند. لوکاس پودولسکی ملی پوش آلمانی پس از ماه‌ها گمانه زنی در مورد آینده او پس از سقوط باشگاه ۱ سابقش به این باشگاه پیوست. باشگاه کلن در حالی که برای تقویت خط دفاعی خود، بایرن مدافع میانی دانیل فن بویتن از هامبورگ را به خدمت گرفت. با توجه به خروج زودهنگام باشگاه در سال‌های گذشته، انتظارات در سطح بین‌المللی از سوی مسئولان باشگاه کاهش یافت و همچنین نشان‌دهنده بی‌میلی آن‌ها از صرف مبالغ بسیار بالا برای بازیکنان «سوپراستار» بود، علی‌رغم اینکه نظر گسترده در بین ناظران مبنی بر اینکه یک شهرت جدید جدید بازیساز برای جایگزینی بالاک مورد نیاز بود. با این حال، زمانی که جاه‌طلبی‌های رود فن نیستلروی مهاجم هلندی برای ترک منچستریونایتد علنی شد، اولی هونس تمایل خود را برای جذب او ابراز کرد، اگرچه در نهایت پس از اینکه ون نیستلروی تصمیم گرفت به رئال مادرید بپیوندد، کوتاهی کرد. در آخرین روز پنجره نقل و انتقالات تابستانی ۲۰۰۶، بایرن، هافبک هلندی مارک فن بومل را که در بارسلونا از دست داده بود، خریداری کرد. کسانی که خواهان یک "شماره ۱۰" واقعی بودند از این حرکت ناامید شدند، زیرا ون بومل یک "کارگر" هافبک دفاعی است تا یک بازیساز خلاق. با این وجود، ویژگی‌های رهبری و سبک بازی سازش‌ناپذیر ون بومل برای تیم مهم بود و در نهایت پس از بازنشستگی الیور کان در سال ۲۰۰۸، بازوبند کاپیتانی را برای او به ارمغان آورد.
پس از نیم فصل اول متقاعدکننده، ماگات در ژانویه ۲۰۰۷ به دلیل ترس از عدم جواز حضور در لیگ قهرمانان فصل بعد اخراج شد. او با اوتمار هیتزفلد جایگزین شد و برای دومین دوره مسئولیت خود بازگشت. او علی‌رغم تمام تلاش‌هایش نتوانست فصل را تغییر دهد و بایرن را به لیگ قهرمانان اروپا ۰۸–۲۰۰۷ هدایت کند، که در عوض باشگاه را به جام یوفا ۰۸–۲۰۰۷ که آخرین بار در آن بازی کرده بود، سقوط کرد. فصل ۹۶–۱۹۹۵. شکست خانگی ۰–۲ مقابل میلان در لیگ قهرمانان اروپا و شکست ویرانگر ۲–۰ خارج از خانه در برابر قهرمان احتمالی بوندس لیگا، به ویژه اشتوتگارت، مقامات باشگاه را بر آن داشت تا تیمی را که در نهایت در رده چهارم بوندس لیگا قرار گرفت، دوباره ارزیابی کنند. قبلاً در فصل ۰۷–۲۰۰۶ به خوبی بیان شد که تیم سال بعد به شدت متفاوت خواهد بود.
ماه‌ها پیش از پایان فصل، بایرن بدون صحبت با باشگاه ، میروسلاو کلوزه، ستاره وردربرمن را آغاز کرد و این امر باعث ناراحتی مقامات برمن شد و آنها اظهار داشتند که کاملاً انتظار داشتند که کلوزه به قراردادش که تا سال ۲۰۰۸ اعتبار داشت، احترام بگذارد. اولی هونس پاسخ داد که اگر برمن اصرار داشت که کلوزه یک فصل دیگر با آنها بازی کند، قطعاً این انتقال یک سال بعد انجام خواهد شد. احتمالاً زمانی بود که مشخص شد که کلوزه در صورت ماندن، «بازیکنی که به بایرن می‌پیوندد» برای بیش از یک سال خواهد بود، برمن در نهایت با مبلغی حدوداً ۱۲ میلیون یورویی با این انتقال موافقت کرد. به جز کلوزه، دو خرید برجسته برای فصل ۰۸–۲۰۰۷ لوکا تونی، برنده جام جهانی ایتالیا و فرانک ریبری، هافبک فرانسوی بودند که به تنهایی ۲۵ میلیون یورو برای بایرن هزینه کرد. دیگر بازیکنان برجسته‌ای که برای فصل آینده به بایرن «جدید» ملحق شدند، مارسل یانسن و یان شلودراف، ملی پوشان آلمانی بودند. این پنج مورد توسط خوزه سوسا، ملی پوش جوان آرژانتینی، هامیت آلتینتوپ، ملی پوش ترکیه‌ای (از شالکه ۰۴) و زی روبرتو بازگشته برای دومین دوره حضورش در قرمزها پس از یک سال حضور در سانتوس در برزیل تکمیل شد. طرف دیگر تمدید تیم تعدادی از بازیکنان برجسته بود که باشگاه را ترک کردند: اوون هارگریوز پس از رد انتقال بایرن یک سال پیش توسط منچستر یونایتد به خدمت گرفت، در حالی که مهاجمان کلودیو پیزارو و روکه سانتا کروز نیز هر دو به باشگاه‌های انگلیسی، چلسی رفتند. به ترتیب و بلکبرن روورز (سانتا کروز به سرعت در بلکبرن به شهرت رسید و ۱۹ گل در اولین فصل خود در لیگ برتر پس از تنها ۳۱ گل بوندسلیگا در ۸ سال حضور در بایرن به ثمر رساند). در همین حال، روی ماکای به فاینورد نقل مکان کرد و دید که شانس تیم اصلی او با خرید تونی و کلوزه مهاجمان دیگر کاهش می‌یابد، در حالی که علی کریمی پس از دو فصل باشگاه را ترک کرد و آندریاس گورلیتز به صورت قرضی کارلسروهر اس سی را به خدمت گرفت. حسن صالحیمیژیچ و مهمت شول نیز پس از سال‌ها حضور در بایرن، باشگاه را ترک کردند. صالحامیدژیچ برای یوونتوس قرارداد امضا کرد در حالی که شول در ۳۶ سالگی به کار خود پایان داد و در آخرین بازی فصل بازی کرد و آخرین گل خود را به ثمر رساند. پیش از آغاز فصل جدید، زمانی که بایرن برای جام فرانتس بکن باوئر به مصاف بارسلونا رفت، یک مسابقه خداحافظی به او داده شد.
تلاش مجدد انجام شده بلافاصله در یک رقابت موفق بوندسلیگا که باعث شد بایرن در لیگ برتر باشد و در کل فصل صدر جدول را اشغال کند، با شکست تنها دو بار در ۳۴ بازی و ثبت رکورد جدید بوندسلیگا در کمترین گل، مثمر ثمر خواهد بود. قبول کرد، با ۲۱. آنها همچنین با غلبه بر بوروسیا دورتموند در فینال جام حذفی یک دبل دیگر را تکمیل کردند. نقل و انتقالات برتر پیش فصل، ریبری و تونی نیز تاثیرگذارترین بازیکنان لیگ هستند. ریبری معمولاً از نظر فنی با استعدادترین بازیکن لیگ نامیده می‌شد و اغلب توسط خطوط دفاعی حریف عملاً غیرقابل توقف به نظر می‌سید. او ۱۱ گل به ثمر رساند و ۸ پاس گل داد و در پایان اولین فصل خود به عنوان بهترین بازیکن سال آلمان انتخاب شد. این در حالی است که تونی با ۲۴ گل و در مجموع ۳۹ گل در ۴۶ بازی رسمی بهترین گلزن لیگ شد. محبوبیت او با دستیابی به شاهکاری‌هایی مانند پرتاب چهار گل در جریان پیروزی ۶–۰ بایرن در جام یوفا برابر باشگاه یونانی آریس، هت‌تریک «عالی» در یک مسابقه بوندسلیگا مقابل هانوفر ۹۶ و چهار گل در عرض ده روز در یک مسابقه افزایش یافت. بازی جام یوفا، دو بازی بوندسلیگا و فینال جام حذفی داخلی. با این حال، شریک مهاجم او، کلوزه، در مجموع فصل ناامیدکننده‌ای را پشت سر گذاشت، و با ۸ گل در شش بازی اول خود، آغاز بسیار قدرتمندی داشت و سپس تنها دو گل دیگر را در ادامه فصل به ثمر رساند.
کمپین جام یوفا «ناخواسته» بایرن (از آنجایی که باشگاه در آرزوی بازی منحصراً در لیگ قهرمانان اروپاست) عملکردهای متفاوتی را در برابر تیم‌هایی دید که به وضوح ضعیف‌تر بودند، مانند مقابل بولتون واندررز، بلننسس یا ختافه، اما آنها توانستند به نیمه نهایی برسند. آنها در یک شکست تحقیرآمیز ۰–۴ خارج از خانه مقابل قهرمان روسیه و برنده نهایی جام حذفی زنیت سن پترزبورگ حذف شدند.
در فصل ۰۹–۲۰۰۸، یورگن کلینزمن، ستاره سابق بایرن و سرمربی تیم ملی آلمان، به عنوان مربی جدید تیم، با دروازه‌بان و کاپیتان طولانی مدت، الیور کان، به دوران حرفه‌ای خود پایان داد. این تیم در لیگ داخلی عملکردی ناسازگار داشت در حالی که در ابتدا نتایج قدرتمندی در رقابت‌های لیگ قهرمانان اروپا کسب می‌کرد: از همه مهم‌تر، بایرن پس از پیروزی ۱۲–۱ در بازی مشترک مقابل اسپورتینگ سی‌پی به مرحله یک چهارم نهایی صعود کرد. با این حال، دور بعدی شاهد خروج بایرن پس از شکست تحقیرآمیز ۰–۴ مقابل بارسلونا، قهرمان احتمالی بود. پس از باخت مهم بوندسلیگا مقابل ولفسبورگ، مدعی عنوان قهرمانی رقیب و در خطر از دست دادن یک جایگاه در لیگ قهرمانان اروپا برای فصل بعد، کلینزمن اخراج شد و مربی کهنه‌کار یوپ هاینکس جایگزین او شد که برای آخرین بازی‌های باقی مانده از بازنشستگی بازگردانده شد. هاینکس موفق شد چندین بازی پیروز شود و در نهایت مقام دوم را برای بایرن به دست آورد، اما هیچ برنامه‌ای برای ماندن در این باشگاه نداشت.
پیش از فصل ۱۰–۲۰۰۹، بایرن تغییرات عمده‌ای در تیم و مدیریت ایجاد کرد و لوئیس فن خال، سرمربی هلندی و مهاجمان آرین روبن و ماریو گومز را به خدمت گرفت و با خرید دومی، رکورد جدیدی برای انتقال باشگاه در ۳۰ میلیون یورو ثبت شد. اندکی پیش از پایان سال، مدیر بلندمدت اولی هوئنس از سمت خود بازنشسته شد و ریاست باشگاه را بر عهده گرفت. پس از آغازی دشوار در فصل جدید، تیم در اواخر پاییز آغاز به افزایش قدرت کرد و یوونتوس را با نتیجه ۴–۱ در یک مسابقه مرحله گروهی لیگ قهرمانان اروپا شکست داد و به‌طور پیوسته در بوندسلیگا صعود کرد. بایرن با هدایت یک روبن درخشان، که یک سری گل‌های حیاتی در تمام رقابت‌ها به ثمر رساند، در نهایت توانست هر دو عنوان قهرمانی داخلی را به دست آورد و به فینال لیگ قهرمانان اروپا در مادرید صعود کند. در حالی که آنها در نهایت نتوانستند بر اینترناسیونال غلبه کنند، اما نایب قهرمانی به این معنا بود که فصل ۱۰–۲۰۰۹ موفق‌ترین فصل بایرن در تقریباً یک دهه گذشته بود.
پس از عملکرد بسیار موفق تیم در سال پیش، مدیریت بایرن به ارزیابی فان خال مبنی بر اینکه در آستانه فصل ۱۱–۲۰۱۰ نیازی به انتقال بیشتر نیست، به تعویق افتاد. با این حال، برخی از بازیکنانی که سال پیش به صورت قرضی منتقل شده بودند، مانند لوکا تونی و خوزه سوسا، به‌طور کامل فروخته شدند. تونی کروس، بازیکن قرضی بازگشته، که یک سال و نیم گذشته را نیز در بایرلورکوزن گذرانده بود، تنها «افزودن» قابل توجه به تیم بود. بایرن دوباره مجبور شد با مصدومیت‌های زیادی روبرو شود که برای بازیکنان کلیدی به وجود آمد، به ویژه روبن، که تمام بازی اول فصل را به دلیل مصدومیت مضری که هنگام آماده شدن برای جام جهانی ۲۰۱۰ با هلند دریافت کرده بود، از دست داد. این تیم آغاز بسیار ضعیفی در لیگ داشت و تنها ۸ امتیاز از هفت بازی اول خود در بوندسلیگا را به دست آورد و به سرعت برتری قابل توجهی را نسبت به قهرمان بعدی بوروسیا دورتموند واگذار کرد. بایرن به دلیل نمایش ضعیف در خط دفاعی خود، نیم فصل اول را با ۱۴ امتیاز کمتر از دورتموند صدرنشین در رده پنجم به پایان رساند. فصل نقل و انتقالات زمستانی شاهد اضافه شدن لوئیز گوستاوو از هوفنهایم در سال ۱۸۹۹ در مقابل جدایی کاپیتان مارک فن بومل به میلان و مارتین دمیکلیس، مدافع میانی به مالاگا بود. در حالی که بایرن در نیمه دوم فصل بسیار بهتر عمل کرد و بیشترین امتیاز لیگ را در بین تمام تیم‌ها کسب کرد، برتری دورتموند در نهایت غیرقابل عبور بود. در سطح اروپا، بایرن آماده انتقام گرفتن از اینترناسیونال برای باخت در فینال لیگ قهرمانان در سال پیش ود، اما علیرغم پیروزی ۱–۰ خارج از خانه، این تیم پس از باخت ۲–۳ خانگی از رقابت‌ها خارج شد. فان خال که قبلاً با فسخ قراردادش در پایان فصل موافقت کرده بود، در نهایت در ۱۰ آوریل برکنار شد. دستیار سابق مربی آندریس یونکر هدایت این تیم را برعهده گرفت و توانست مقام سوم لیگ را به دست آورد و به حداقل هدف خود یعنی رسیدن به یک جایگاه در لیگ قهرمانان اروپا دست یابد.
در فصل ۱۲–۲۰۱۱ لیگ قهرمانان، این تیم پس از حذف رئال مادرید در ضربات پنالتی در ورزشگاه سانتیاگو برنابئو به فینال رسید، اما در نهایت در ضربات پنالتی دیگری شکست خورد تا چلسی اولین پیروزی اروپایی خود را به دست آورد.

## سه‌گانه ۱۳–۲۰۱۲
در فصل ۱۳–۲۰۱۲، بایرن به سومین فینال اروپایی خود در چهار دوره پیاپی رسید، و به یاد ماندنی از تیم‌های مورد علاقه و قهرمان داخلی اسپانیا بارسلونا با نتیجه ۷–۰ طی دو بازی شکست خورد. در ۲۵ مه ۲۰۱۳، سوار بر برنده دیررس آرین روبن، آنها بوروسیا دورتموند را با نتیجه ۲–۱ در ورزشگاه ومبلی شکست دادند تا پنجمین قهرمانی خود در جام باشگاه‌های اروپا و اولین قهرمانی خود در ۱۲ سال گذشته را به دست آورند. یک هفته بعد، در ۱ ژوئن ۲۰۱۳، یوپ هاینکس در آخرین بازی خود در فینال جام حذفی آلمان با نتیجه ۳–۲ بر VfB اشتوتگارت پیروز شد و یک سه‌گانه تاریخی را به دست آورد، در حالی که هشت هفته زودتر بوندسلیگا را نیز به پایان رساند.

## دوران پپ گواردیولا
پس از سه‌گانه تاریخی بایرن مونیخ، این باشگاه پپ گواردیولا را – که خود چهار سال پیش مربی بارسلونا سه‌گانه کرده بود – به عنوان سرمربی خود با قراردادی سه ساله استخدام کرد. اولین بازی گواردیولا به عنوان سرمربی بایرن، شکست ناامید کننده سوپر جام آلمان به بوروسیا دورتموند بود. بایرن در اولین فصل حضور گواردیولا ، سوپرکاپ یوفا و جام باشگاه‌های جهان فیفا را به دست آورد، علاوه بر آن یک قهرمانی در بوندسلیگا در اوایل ماه مارس، یک رکورد در فوتبال آلمان بود. علیرغم قهرمانی در بوندسلیگا با ۲۹ پیروزی مشترک، بایرن در نیمه نهایی لیگ قهرمانان اروپا در مجموع ۵–۰ از رئال مادرید حذف شد، به ویژه در خانه ۰–۴ شکست خورد. علیرغم این شکست بزرگ، بایرن مونیخ با برد دی‌اف‌بی پوکال که دومین دبل داخلی پیاپی خود را به ثمر رساند، بازگشت.

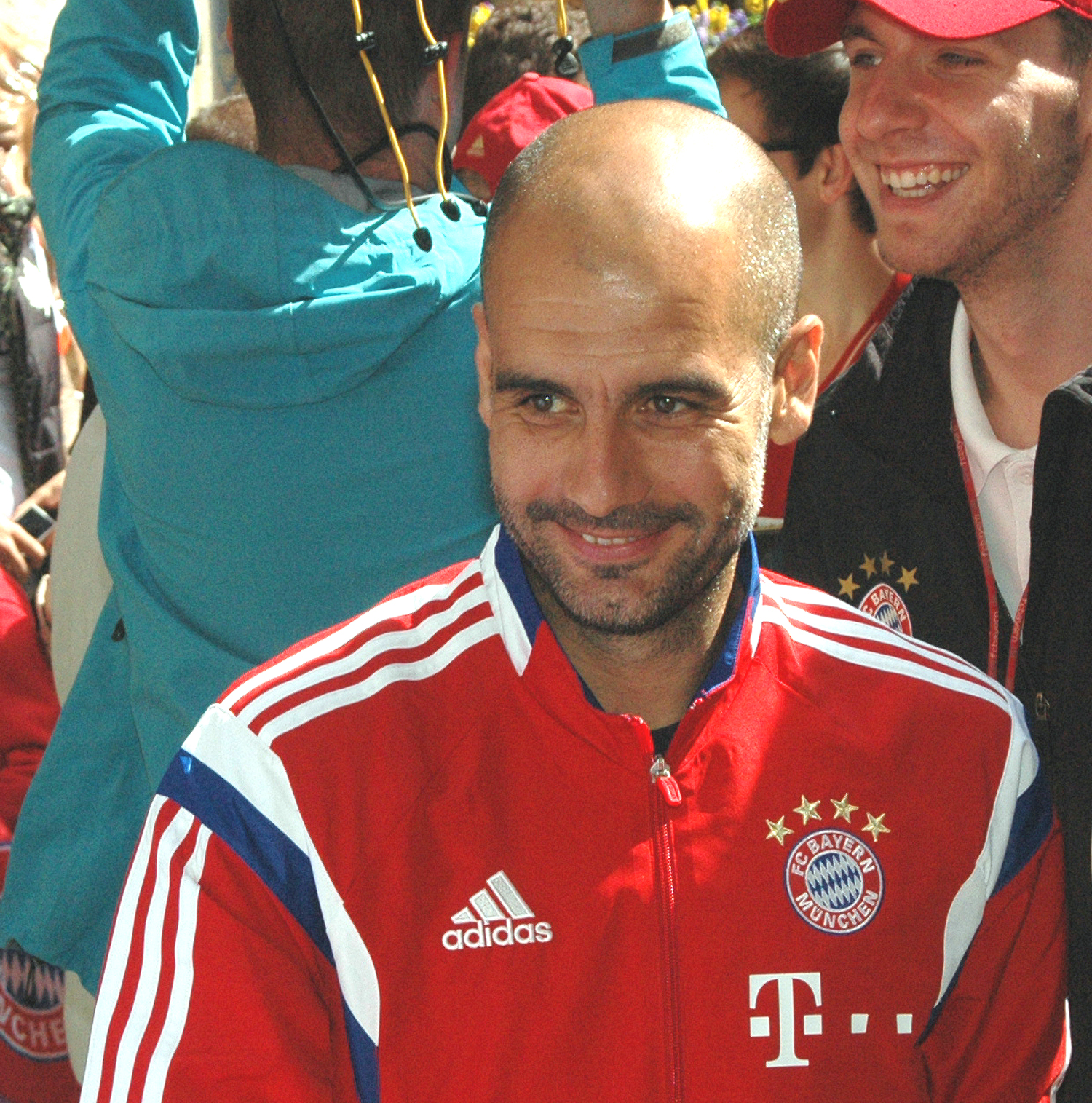
پپ گواردیولا در سال ۲۰۱۴

برای فصل ۲۰۱۴/۱۵, بایرن مونیخ تیم خود را با جذب روبرت لواندوفسکی مهاجم دورتموند تقویت کرد. آنها سوپرکاپ را به دورتموند باختند و نتوانستند عنوان دی‌اف‌بی پوکال خود را حفظ کنند. آنها همچنین دوباره از مرحله نیمه نهایی لیگ قهرمانان اروپا کنار رفتند و در مجموع ۵–۳ به بارسلونا باختند. اما آنها سومین قهرمانی پیاپی خود در بوندسلیگا را به دست آوردند.
در آخرین فصل هدایت پپ گواردیولا، بایرن مونیخ چهارمین قهرمانی پیاپی خود در بوندسلیگا را به دست آورد و در عین حال رکورد کمترین گل خورده در یک فصل بوندسلیگا (۱۷) را به نام خود ثبت کرد، اما یک بار دیگر نتوانست قهرمان لیگ قهرمانان اروپا شود و شکست خورد. به اتلتیکو مادرید با گل‌های خارج از خانه در نیمه نهایی. تسلیت به شکل پیروزی دی‌اف‌بی پوکال بر رقیب اصلی بوروسیا دورتموند رسید. گواردیولا متعاقباً جدا شد و بعداً به منچستر سیتی پیوست.

## تداوم تسلط داخلی
بایرن مونیخ کارلو آنچلوتی را به جای گواردیولا در فصل ۱۷–۲۰۱۶ منصوب کرد. اولین بازی او به عنوان سرمربی، پیروزی ۲–۰ بر بوروسیا دورتموند در سوپر جام ۲۰۱۶ بود. بایرن مونیخ پنجمین قهرمانی پیاپی لیگ را در آن فصل با شکست ۶–۰ مقابل وولفسبورگ خارج از خانه به دست آورد. آنچلوتی پس از پیروزی مجموع ۱۰–۲ مقابل آرسنال، بایرن را به یک چهارم نهایی لیگ قهرمانان اروپا هدایت کرد، اما بایرن در نهایت توسط برنده رئال مادرید در مجموع ۶–۳ حذف شد. بایرن همچنین نتوانست دی‌اف‌بی پوکال را به دست آورد و توسط دورتموند از دورتموند حذف شد.

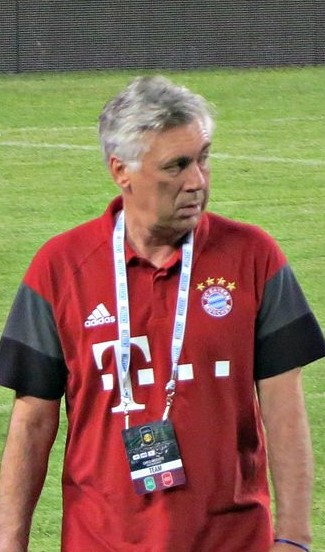
کارلو آنچلوتی (تصویر اینجا) مربی بایرن مونیخ بود تا پنجمین قهرمانی پیاپی بوندسلیگا را به دست آورد.

آنچلوتی در فصل ۲۰۱۷/۱۸ – که اولین بار تیم از ۰۵–۲۰۰۴ بدون کاپیتان فیلیپ لام بود – با شکست دادن دوباره بروسیا دورتموند، بایرن را به یک قهرمانی دیگر در سوپرکاپ دی‌اف‌بی رساند. با این حال، پس از شکست ۳–۰ مقابل پاری سن ژرمن در مرحله گروهی لیگ قهرمانان اروپا، و پس از آغاز ضعیف در بوندسلیگا، آنچلوتی در سپتامبر ۲۰۱۷ از بایرن اخراج شد ویلی ساگنول برای یک بازی به عنوان سرمربی موقت انتخاب شد تا اینکه بایرن بار دیگر یوپ هاینکس را منصوب کرد، که چهارمین دوره او در این باشگاه بود. موفقیت بلافاصله پس از انتصاب به عنوان بایرن قهرمان لیگ با ۲۱ امتیاز و بازگشت به نیمه نهایی لیگ قهرمانان اروپا بود. با این حال، بایرن دوباره توسط رئال مادرید حذف شد، این بار با تک گل در مجموع باخت ۴–۳. هاینکس پس از پایان فصل بازنشسته شد، علیرغم اینکه باشگاه بارها از او خواسته بود تا برای فصل ۱۹–۲۰۱۸ باقی بماند.
بایرن مونیخ نیکو کواچ را – که آینتراخت فرانکفورت را به پیروزی ۳–۱ مقابل بایرن در آخرین بازی برای یوپ هاینکس هدایت کرد – به‌عنوان سرمربی به جای هاینکس منصوب کرد. بایرن آغازی دشوار در بوندسلیگا داشت و با شکست ۰–۳ در آلیانز آرنا به بوروسیا مونشن گلادباخ، اما انجام یک بازی خوب برای هفتمین قهرمانی پیاپی بوندسلیگا پس از پیروزی ۵–۱ مقابل کواچ کافی بود. کارفرما فرانکفورت در بازی پایانی فصل. موفقیت آنها را در لیگ قهرمانان دور زد زیرا آنها توسط لیورپول پس از باخت ۱–۳ خانگی حذف شدند. بایرن در آن فصل با پیروزی در فینال دی‌اف‌بی پوکال موفق به کسب دو تیم داخلی شد.

## شش‌گانه
علیرغم شکست ۲–۷ تاتنهام هاتسپر در لیگ قهرمانان، بایرن آغاز کندی را در فصل ۲۰–۲۰۱۹ تجربه کرد که با شکست ۵–۱ در مقابل تیم سابق کواچ اینتراخت فرانکفورت به اوج خود رسید. کواچ پس از شکست مقابل فرانکفورت اخراج شد و هانسی فلیک کمک مربی جایگزین او شد. دوران مدیریت فلیک با سه پیروزی در سه بازی، از جمله پیروزی ۴–۰ مقابل بوروسیا دورتموند، آغازی درخشان داشت. اگرچه بعد از آن تیم دو شکست پیاپی را متحمل شد، اما پس از آن به یک روند بدون شکست ادامه داد که تا سال جدید ادامه یافت و در همه بازی‌ها به جز یک برد پیروز شد تا اینکه همه‌گیری کووید-۱۹ فوتبال را به کلی متوقف کرد. فصل بوندسلیگا در مه ۲۰۲۰ از سر گرفته شد و بایرن در تمام بازی‌های داخلی باقی مانده خود پیروز شد تا با موفقیت از دبل دفاع کند.
لیگ قهرمانان اروپا در ماه اوت از سر گرفته شد و به دلیل همه‌گیری همه گیر به یک تورنمنت مینی تک پا در لیسبون تغییر یافت. بایرن با شکست ۸–۲ بارسلونا در مرحله یک چهارم نهایی تاریخ ساز شد و در دو بازی بعدی لیون و پاری سن ژرمن را شکست داد و ششمین جام اروپایی خود را به دست آورد و دومین سه‌گانه قاره‌ای خود را تکمیل کرد.
بایرن پس از آن سوپرجام داخلی و اروپا و جام باشگاه‌های جهان را به دست آورد تا شش‌گانه را به دست آورد و پس از بارسلونای پپ گواردیولا در سال ۲۰۰۹، تنها تیمی در تاریخ شد که موفق به این کار شده است.

## ۱۰ قهرمانی پیاپی لیگ
فصل ۲۱–۲۰۲۰ زمانی که بایرن توسط دسته دوم هلشتاین کیل از جام حذفی فوتبال آلمان حذف شد، شوک ایجاد کرد. با این حال این یک قهرمانی دیگر در بوندسلیگا بود که نهمین قهرمانی آنها در چند سال اخیر بود. هانسی فلیک پس از پایان فصل بایرن را ترک کرد و سرمربی تیم ملی آلمان شد. یولیان ناگلزمن به جای او منصوب شد.
بایرن ناگلزمن اولین برد و اولین جام خود را با شکست دادن بروسیا دورتموند در سوپر جام فوتبال آلمان کسب کرد. اگرچه بایرن باز هم در پوکال ناموفق بود و ۰–۵ به بوروسیا مونشن گلادباخ باخت و به طرز مفتضحانه ای توسط ویارئال ضعیف از لیگ قهرمانان حذف شد، اما با کسب دهمین قهرمانی پیاپی خود در بوندسلیگا تاریخ‌ساز شد. با انجام این کار، آنها به اولین تیم تاریخ در پنج لیگ برتر اروپا تبدیل شدند که ده سال پیاپی قهرمان لیگ داخلی شدند.